# لمپرت، بلژیوم
لمپرت (به لاتین: Lompret) یک منطقهٔ مسکونی در بلژیک است که در شیمه واقع شده‌است.